# Kanadisch-arktischer Archipel
Der kanadisch-arktische Archipel ist die nördliche Inselwelt von Kanada. Er liegt im Norden von Kanada und grenzt an Grönland. Der im Arktischen Ozean gelegene Archipel weist eine Bevölkerung von knapp 17.000 Bewohnern – vorwiegend Inuit – auf. Von ihnen leben rund 11.000 auf der größten Insel, Baffin Island, und dort wiederum zum größten Teil (6.700 Einwohner) in Iqaluit.

## Geschichte
Die erste nachweisliche Erkundung der Inselwelt durch Europäer erfolgte mit den Reisen des englischen Seefahrers Martin Frobisher, in den späten 1570er Jahren. Danach gehörte die Inselwelt zu Britisch-Nordamerika und kam erst 1880 zum Franklin-Distrikt, welcher als Bestandteil der Nordwest-Territorien zu Kanada gehört. Innerhalb Kanadas gehört die Inselwelt heute überwiegend zum Territorium von Nunavut und zum kleineren Teil zu den Nordwest-Territorien.

## Geographie
Die Inselgruppe umfasst mehr als 36.000 überwiegend kleine und kleinste Inseln. Nur 94 der Inseln werden als größere Inseln mit einer Fläche von mehr als 130 km² definiert. Die größten Inseln sind Baffininsel, Ellesmere-Insel, Victoria-Insel und Banksinsel. Die Königin-Elisabeth-Inseln umfassen mehr als 2.100 einzelne Inseln und haben eine Gesamtfläche von 419.061 km². Sie ist damit die größte Inselgruppe innerhalb des Archipels. Die Königin-Elisabeth-Inseln sind nicht die einzige Inselgruppe innerhalb des Gesamtarchipels. Weitere Inselgruppen des Archipels sind zum Beispiel die Royal-Geographical-Society-Inseln, die Astronomical-Society-Inseln oder die Hecla-und-Fury-Inseln.
Die Landfläche aller Inseln des Archipels ergibt zusammen etwa 1.424.500 km².
| Name                   | Territorium* | Fläche km² | Rangliste | Rangliste | Bevölkerung (2001) |
| Name                   | Territorium* | Fläche km² | Welt      | Kanada    | Bevölkerung (2001) |
| ---------------------- | ------------ | ---------- | --------- | --------- | ------------------ |
| Baffin Island          | NU           | 507451     | 5         | 1         | 9563               |
| Victoria Island        | NT, NU       | 217291     | 9         | 2         | 1707               |
| Ellesmere Island       | NU           | 196236     | 10        | 3         | 168                |
| Banks Island           | NT           | 70028      | 24        | 5         | 114                |
| Devon Island           | NU           | 55247      | 27        | 6         | 0                  |
| Axel Heiberg Island    | NU           | 43178      | 32        | 7         | 0                  |
| Melville Island        | NT, NU       | 42149      | 33        | 8         | 0                  |
| Southampton Island     | NU           | 41214      | 34        | 9         | 721                |
| Prince of Wales Island | NU           | 33339      | 40        | 10        | 0                  |
| Somerset Island        | NU           | 24786      | 46        | 12        | 0                  |
| Bathurst Island        | NU           | 16042      | 54        | 13        | 0                  |
| Prince Patrick Island  | NT           | 15848      | 55        | 14        | 0                  |
| King William Island    | NU           | 13111      | 61        | 15        | 960                |
| Ellef Ringnes Island   | NU           | 11295      | 69        | 16        | 0                  |
| Bylot Island           | NU           | 11067      | 72        | 17        | 0                  |
| Prince Charles Island  | NU           | 9521       | 78        | 19        | 0                  |

* NT = Nordwest-Territorien, NU = Nunavut